# Edifici Caixa Penedès (Figueres)
L'Edifici Caixa Penedès és un edifici del municipi de Figueres (Alt Empordà) que forma part de l'Inventari del Patrimoni Arquitectònic de Catalunya.

## Descripció
És un edifici situat en una cantonada al centre de la ciutat, amb la Rambla a davant. És un edifici de planta baixa i tres pisos, amb tres façanes que repeteixen la seva estructura i la seva ordenació. A la planta baixa trobem les obertures en arc rebaixat, i amb la façana arrebossada imitant un paredat de carreus. Els pisos superiors tenen dues obertures a cada façana amb una balconada correguda i emmarcades per una motllura que imita un guardapols. Una d'aquestes balconades continua a la façana del carrer Girona. La coberta de l'edifici és una terrassa, i al centre del mur que fa de barana sobresurt un cos amb més alçada amb una coberta.